# San Antonio (Aricagua)
Pour les articles homonymes, voir San Antonio (homonymie).
San Antonio est l'une des deux divisions territoriales et statistiques et l'unique paroisse civile de la municipalité d'Aricagua dans l'État de Mérida au Venezuela. Sa capitale est Campo Elías.